# Hon-Hergies
Hon-Hergies är en kommun i departementet Nord i regionen Hauts-de-France i norra Frankrike. Kommunen ligger i kantonen Bavay som tillhör arrondissementet Avesnes-sur-Helpe. År 2022 hade Hon-Hergies 879 invånare.

## Befolkningsutveckling
Antalet invånare i kommunen Hon-Hergies
| Referens: INSEE |